# Sven-Gösta Sjöberg
Sven-Gösta Sjöberg, född 14 juli 1911 i Malmö, död 8 december 1985 i Eskilstuna, var en svensk överläkare och tecknare.
Han var son till författaren Gösta Sjöberg och Anna Arosén och från 1937 gift med Alice Bäckman. Sjöberg blev medicine licentiat 1937, medicine doktor 1950 och utnämndes till överläkare vid lasarettet i Eskilstuna 1950. Han blev docent i invärtes medicin vid Karolinska institutet i Stockholm 1957. Som tecknare utförde han en rad karikatyrteckningar. Tillsammans med Magnus Strandqvist, Alvar Forsström och Björn Lindahl gav han 1936 ut karikatyrsamlingen Doktorn kan komma.